# Giải đua ô tô Công thức 1 Tây Ban Nha 2024
Giải đua ô tô Công thức 1 Tây Ban Nha 2024 (tên chính thức là Formula 1 Aramco Gran Premio de España 2024) là một chặng đua Công thức 1 được tổ chức vào ngày 21 tháng 6 năm 2024 tại Trường đua Barcelona-Catalunya, Montmeló, Tây Ban Nha. Chặng đua này là chặng đua thứ 10 của Giải đua xe Công thức 1 2024.

## Bối cảnh
Giải đua ô tô Công thức 1 Tây Ban Nha 2024 được tổ chức vào cuối tuần từ 21 đến 23 tháng 6 tại Trường đua Barcelona-Catalunya, Montmeló, Tây Ban Nha, và đây là lần thứ 34 trường đua này tổ chức một chặng đua Công thức 1. Giải đua ô tô Công thức 1 Tây Ban Nha 2024 là chặng đua thứ 10 của Giải đua xe Công thức 1 2024 và cũng là phiên bản thứ 54 của Giải đua ô tô Công thức 1 Tây Ban Nha.

### Bảng xếp hạng các tay đua và đội đua trước chặng đua
Sau Giải đua ô tô Công thức 1 Canada, Max Verstappen dẫn đầu bảng xếp hạng các tay đua với 194 điểm trước Charles Leclerc (138 điểm) với khoảng cách 56 điểm và người đứng thứ ba Lando Norris (131 điểm) với khoảng cách 63 điểm. Red Bull Racing dẫn đầu bảng xếp hạng các đội đua với 301 điểm, cách Ferrari (252 điểm) 49 điểm và cách McLaren (212 điểm) 89 điểm.

### Danh sách các tay đua và đội đua
Danh sách các tay đua và đội đua cho chặng đua này không có thay đổi nào so với danh sách các tay đua và đội đua tham gia mùa giải. Oliver Bearman thế chỗ Nico Hülkenberg tại Haas trong buổi đua thử đầu tiên.

### Lựa chọn hợp chất lốp
Nhà cung cấp lốp xe Pirelli mang đến các hợp chất lốp C3, C4 và C5 (ba hợp chất lốp mềm nhất trong số các hợp chất lốp), lần lượt được tiêu chuẩn hóa là cứng (hard), trung bình (medium) và mềm (soft) để các đội sử dụng trong suốt sự kiện này.

### Án phạt
Sergio Pérez của Red Bull Racing bị tụt xuống ba vị trí xuất phát vì không rời khỏi đường đua do chiếc xe gặp khó khăn nghiêm trọng về mặt cơ học sau khi đuôi xe bị hỏng đáng kể tại chặng đua trước đó ở Canada.

## Tường thuật

### Buổi đua thử
Ba buổi đua thử được tổ chức tại Giải đua ô tô Công thức 1 Tây Ban Nha 2024. Buổi đua thử đầu tiên được tổ chức vào ngày 7 tháng 6 năm 2024 lúc 13:30 giờ địa phương (UTC+2). Lando Norris của McLaren đứng đầu chung cuộc trong buổi đua thử đầu tiên trước Max Verstappen của Red Bull Racing và Carlos Sainz Jr. của Ferrari với thời gian là 1:14,228 phút. Buổi đua thử thứ hai được tổ chức vào lúc 17:00 giờ địa phuơng (UTC+2) cùng ngày. Lewis Hamilton của Mercedes đứng đầu chung cuộc trong buổi đua thử thứ hai trước Sainz Jr. và Norris với thời gian là 1:13,264 phút. Buổi đua thử thứ ba và cuối cùng được tổ chức vào ngày 8 tháng 6 năm 2024 lúc 12:30 giờ địa phuơng (UTC+2). Sainz Jr. đứng đầu chung cuộc trong buổi đua thử thứ ba trước Norris và Charles Leclerc của Ferrari với thời gian là 1:13,013 phút.

### Vòng phân hạng
Vòng phân hạng được tổ chức vào ngày 22 tháng 6 năm 2024 lúc 16:00 giờ địa phương (UTC+2), bao gồm ba phần với thời gian là 45 phút và các vị trí xuất phát cho cuộc đua được xác định. Các tay đua có 18 phút ở phần đầu tiên (Q1) để tiếp tục tham gia phần thứ hai (Q2) của vòng phân hạng. Tất cả các tay đua đạt được thời gian trong phần đầu tiên với thời gian tối đa 107% thời gian nhanh nhất được phép tham gia cuộc đua. 15 tay đua dẫn đầu phần này lọt vào phần tiếp theo. Sau khi Q1 kết thúc, Lewis Hamilton của Mercedes đứng đầu với thời gian nhanh nhất là 1:12,143 phút trong khi Kevin Magnussen của Haas, cả hai tay đua RB và cả hai tay đua Williams bị loại. Logan Sargeant vượt qua vòng phân hạng ở vị trí thứ 20 nhưng bị tụt xuống ba vị trí xuất phát cho cuộc đua vì cản trở Lance Stroll. Vị trí xuất phát của Sargeant không bị ảnh hưởng vì anh xuất phát ở vị trí cuối cùng.
Phần thứ hai (Q2) kéo dài 15 phút và mười tay đua nhanh nhất của phần này đi tiếp vào phần thứ ba (Q3) và cuối cùng của vòng phân hạng. Sau khi Q2 kết thúc, Max Verstappen của Red Bull Racing đứng đầu với thời gian nhanh nhất là 1:11,653 phút trong khi cả hai tay đua Aston Martin, cả hai tay đua Kick Sauber và Nico Hülkenberg của Haas bị loại.
Phần thứ ba (Q3) và cuối cùng kéo dài 12 phút, trong đó mười vị trí xuất phát đầu tiên được xác định sẵn cho cuộc đua. Lando Norris của McLaren lập thời gian nhanh nhất là 1:11,383 phút trước Verstappen và Hamilton. Norris giành vị trí pole thứ hai trong sự nghiệp Công thức 1 của mình và cho McLaren kể từ Giải đua ô tô Công thức 1 Nga 2021.

## Kết quả

### Vòng phân hạng
| Vị trí                   | Số xe | Tay đua          | Đội đua                      | Q1       | Q2       | Q3                  | Vị trí xuất phát |
| ------------------------ | ----- | ---------------- | ---------------------------- | -------- | -------- | ------------------- | ---------------- |
| 1                        | 4     | Lando Norris     | McLaren-Mercedes             | 1:12,386 | 1:11,872 | 1:11,383            | 1                |
| 2                        | 1     | Max Verstappen   | Red Bull Racing-Honda RBPT   | 1:12,306 | 1:11,653 | 1:11,403            | 2                |
| 3                        | 44    | Lewis Hamilton   | Mercedes                     | 1:12,143 | 1:11,792 | 1:11,701            | 3                |
| 4                        | 63    | George Russell   | Mercedes                     | 1:12,456 | 1:11,812 | 1:11,703            | 4                |
| 5                        | 16    | Charles Leclerc  | Ferrari                      | 1:12,257 | 1:12,038 | 1:11,731            | 5                |
| 6                        | 55    | Carlos Sainz Jr. | Ferrari                      | 1:12,403 | 1:11,874 | 1:11,736            | 6                |
| 7                        | 10    | Pierre Gasly     | Alpine-Renault               | 1:12,651 | 1:12,079 | 1:11,857            | 7                |
| 8                        | 11    | Sergio Pérez     | Red Bull Racing-Honda RBPT   | 1:12,477 | 1:12,054 | 1:12,061            | 111              |
| 9                        | 31    | Esteban Ocon     | Alpine-Renault               | 1:12,691 | 1:12,109 | 1:12,125            | 8                |
| 10                       | 81    | Oscar Piastri    | McLaren-Mercedes             | 1:12,460 | 1:12,011 | Không lập thời gian | 9                |
| 11                       | 14    | Fernando Alonso  | Aston Martin Aramco-Mercedes | 1:12,505 | 1:12,128 | –                   | 10               |
| 12                       | 77    | Valtteri Bottas  | Kick Sauber-Ferrari          | 1:12,758 | 1:12,227 | –                   | 12               |
| 13                       | 27    | Nico Hülkenberg  | Haas-Ferrari                 | 1:12,708 | 1:12,310 | –                   | 13               |
| 14                       | 18    | Lance Stroll     | Aston Martin Aramco-Mercedes | 1:12,881 | 1:12,372 | –                   | 14               |
| 15                       | 24    | Chu Quán Vũ      | Kick Sauber-Ferrari          | 1:12,880 | 1:12,738 | –                   | 15               |
| 16                       | 20    | Kevin Magnussen  | Haas-Ferrari                 | 1:12,937 | –        | –                   | 16               |
| 17                       | 22    | Tsunoda Yuki     | RB-Honda RBPT                | 1:12,985 | –        | –                   | 17               |
| 18                       | 3     | Daniel Ricciardo | RB-Honda RBPT                | 1:13,075 | –        | –                   | 18               |
| 19                       | 23    | Alexander Albon  | Williams-Mercedes            | 1:13,153 | –        | –                   | Làn pit2         |
| 20                       | 2     | Logan Sargeant   | Williams-Mercedes            | 1:13,509 | –        | –                   | 193              |
| Thời gian 107%: 1:17,193 |       |                  |                              |          |          |                     |                  |

Ghi chú
- ^1  – Sergio Pérez đứng thứ 8 nhưng bị tụt xuống ba vị trí xuất phát cho cuộc đua vì không rời khỏi đường đua do chiếc xe gặp khó khăn nghiêm trọng về mặt cơ học sau khi bị hỏng đáng kể tại chặng đua trước đó ở Canada.[7][11]
- ^2  – Alexander Albon đứng thứ 19 sau vòng phân hạng nhưng phải xuất phát cuộc đua từ làn pit vì thay đổi đơn vị năng lượng trong điều kiện parc fermé.[11]
- ^3  – Logan Sargeant đứng thứ 20 sau vòng phân hạng nhưng bị tụt xuống ba vị trí xuất phát cho cuộc đua vì cản trở Lance Stroll. Vị trí xuất phát của Sargeant không bị ảnh hưởng vì anh xuất phát ở vị trí cuối cùng.[11]

### Cuộc đua
| Vị trí                                                                            | Số xe | Tay đua          | Đội đua                      | Số vòng | Thời gian/ Bỏ cuộc | Vị trí xuất phát | Số điểm |
| --------------------------------------------------------------------------------- | ----- | ---------------- | ---------------------------- | ------- | ------------------ | ---------------- | ------- |
| 1                                                                                 | 1     | Max Verstappen   | Red Bull Racing-Honda RBPT   | 66      | 1:28:20,227        | 2                | 25      |
| 2                                                                                 | 4     | Lando Norris     | McLaren-Mercedes             | 66      | + 2,219            | 1                | 191     |
| 3                                                                                 | 44    | Lewis Hamilton   | Mercedes                     | 66      | + 17,790           | 3                | 15      |
| 4                                                                                 | 63    | George Russell   | Mercedes                     | 66      | + 22,320           | 4                | 12      |
| 5                                                                                 | 16    | Charles Leclerc  | Ferrari                      | 66      | + 22,709           | 5                | 10      |
| 6                                                                                 | 55    | Carlos Sainz Jr. | Ferrari                      | 66      | + 31,028           | 6                | 8       |
| 7                                                                                 | 81    | Oscar Piastri    | McLaren-Mercedes             | 66      | + 33,760           | 9                | 6       |
| 8                                                                                 | 11    | Sergio Pérez     | Red Bull Racing-Honda RBPT   | 66      | + 59,524           | 11               | 4       |
| 9                                                                                 | 10    | Pierre Gasly     | Alpine-Renault               | 66      | + 1:02,025         | 7                | 2       |
| 10                                                                                | 31    | Esteban Ocon     | Alpine-Renault               | 66      | + 1:11,889         | 8                | 1       |
| 11                                                                                | 27    | Nico Hülkenberg  | Haas-Ferrari                 | 66      | + 1:19,2152        | 13               |         |
| 12                                                                                | 14    | Fernando Alonso  | Aston Martin Aramco-Mercedes | 65      | + 1 vòng           | 10               |         |
| 13                                                                                | 24    | Chu Quán Vũ      | Kick Sauber-Ferrari          | 65      | + 1 vòng           | 15               |         |
| 14                                                                                | 18    | Lance Stroll     | Aston Martin Aramco-Mercedes | 65      | + 1 vòng           | 14               |         |
| 15                                                                                | 3     | Daniel Ricciardo | RB-Honda RBPT                | 65      | + 1 vòng           | 18               |         |
| 16                                                                                | 77    | Valtteri Bottas  | Kick Sauber-Ferrari          | 65      | + 1 vòng           | 12               |         |
| 17                                                                                | 20    | Kevin Magnussen  | Haas-Ferrari                 | 65      | + 1 vòng           | 16               |         |
| 18                                                                                | 23    | Alexander Albon  | Williams-Mercedes            | 65      | + 1 vòng           | Làn pit          |         |
| 19                                                                                | 22    | Tsunoda Yuki     | RB-Honda RBPT                | 65      | + 1 vòng           | 17               |         |
| 20                                                                                | 2     | Logan Sargeant   | Williams-Mercedes            | 64      | + 2 vòng           | 19               |         |
| Vòng đua nhanh nhất: Lando Norris (McLaren-Mercedes) - 1:17,115 (vòng đua thứ 70) |       |                  |                              |         |                    |                  |         |
| Tay đua xuất sắc nhất cuộc đua: Lando Norris (McLaren), 28% số phiếu bầu          |       |                  |                              |         |                    |                  |         |

Ghi chú
- ^1  – Bao gồm một điểm cho vòng đua nhanh nhất.[12]
- ^2  – Nico Hülkenberg và Tsunoda Yuki bị phạt 5 giây vì chạy quá tốc độ trong làn pit. Vị trí về đích chung cuộc của họ không bị ảnh hưởng.[13]

## Bảng xếp hạng sau chặng đua

### Bảng xếp hạng các tay đua
| Vị trí | Tay đua          | Đội đua                      | Số điểm | Thay đổi vị trí |
| ------ | ---------------- | ---------------------------- | ------- | --------------- |
| 1      | Max Verstappen   | Red Bull Racing-Honda RBPT   | 219     | +/-0            |
| 2      | Lando Norris     | McLaren-Mercedes             | 150     | 1               |
| 3      | Charles Leclerc  | Ferrari                      | 148     | 1               |
| 4      | Carlos Sainz Jr. | Ferrari                      | 116     | +/-0            |
| 5      | Sergio Pérez     | Red Bull Racing-Honda RBPT   | 111     | +/-0            |
| 6      | Oscar Piastri    | McLaren-Mercedes             | 87      | +/-0            |
| 7      | George Russell   | Mercedes                     | 81      | +/-0            |
| 8      | Lewis Hamilton   | Mercedes                     | 70      | +/-0            |
| 9      | Fernando Alonso  | Aston Martin Aramco-Mercedes | 41      | +/-0            |
| 10     | Tsunoda Yuki     | RB-Honda RBPT                | 19      | +/-0            |

- Lưu ý: Chỉ có mười vị trí đứng đầu được liệt kê trên bảng xếp hạng này.

### Bảng xếp hạng các đội đua
| Vị trí | Đội đua                      | Số điểm | Thay đổi vị trí |
| ------ | ---------------------------- | ------- | --------------- |
| 1      | Red Bull Racing-Honda RBPT   | 330     | +/-0            |
| 2      | Ferrari                      | 270     | +/-0            |
| 3      | McLaren-Mercedes             | 237     | +/-0            |
| 4      | Mercedes                     | 151     | +/-0            |
| 5      | Aston Martin Aramco-Mercedes | 58      | +/-0            |
| 6      | RB-Honda RBPT                | 28      | +/-0            |
| 7      | Alpine-Renault               | 8       | 1               |
| 8      | Haas-Ferrari                 | 7       | 1               |
| 9      | Williams-Mercedes            | 2       | +/-0            |
| 10     | Kick Sauber-Ferrari          | 0       | +/-0            |